# Липичка битка
Липицка битка вођена је 21-22. априла 1216. године између војске Новгородске републике под командом кнеза Мстислава Удалоја и војске владимиро-суздаљских кнезова на реци Липици код града Јурјев-Пољског.

## Увод
Бољари Новгорода свргли су кнеза Јарослава Всеволодовича и довели торопецког кнеза Мстислава Удалоја. Јарослав је, након што је напустио град, спречавао довоз хране што је у граду изазвало тешку глад. Мстислав га је изазвао на липицком пољу. Налазио се на челу дружина Новгорода, Пскова, Ростова и Смоленска. На Јурајевој страни био је његов брат, суздаљски кнез Јуриј Всеволодович. Њих двојица су своје снаге поставили у утврђени логор.

## Битка
Мстислав је 21. априла пришао логору, али га није напао. Сутрадан, да би Јурија и Јарослава истерао на отворено поље, пошао на југ ка граду Владимиру, демонстрирајући одступање, а онда их изненада напао и потпуно разбио наневши им губитке од 9.000 људи. Одлучујућу улогу у победи имале су дружине Новгорода и Смоленска које су се бориле пешице.